# ブレット・エイトケン
ブレット・エイトケン（Brett Aitken、1971年1月25日 - ）は、オーストラリア、アデレード出身の元自転車競技選手。
オリンピックの自転車競技、マディソン種目における初代優勝ペアの一人である。

## 来歴
1989年
- ジュニア世界選手権自転車競技大会
  - 団体追抜 2位
  - ポイントレース 3位

1990年
- トラックレース世界選手権
  - アマ・団体追抜 3位

1991年
- トラックレース世界選手権
  - アマ・団体追抜 3位

1992年
- バルセロナオリンピック
  -  団体追抜 2位

1993年
- トラックレース世界選手権
  -  団体追抜 優勝（+ スチュアート・オグレディ、ビリー・J.・シアースビー、ティム・オシャネシー）

1994年
- トラックレース世界選手権
  - 団体追抜 3位
- コモンウェルスゲームズ
  - 団体追抜 優勝

1996年
- アトランタオリンピック
  -  団体追抜 3位

1998年
- ジェイコ・ベイ・サイクリング・クラシック 総合優勝

2000年
- シドニーオリンピック
  -  マディソン 優勝（+ スコット・マグローリー）
  - 団体追抜 5位
- ジェイコ・ベイ・サイクリング・クラシック 総合優勝

その後はロードレースの活動に専念した。